# Kočka stepní
Kočka stepní (Felis lybica ornata, dříve Felis silvestris ornata) je poddruh kočky plavé (dříve poddruh kočky divoké) žijící v oblasti jižně a východně od Kaspického moře. Její rozšíření zahrnuje především značnou část jihozápadní a střední Asie a směrem na východ dosahuje do střední Indie a do Mongolska a Číny.
Kočka stepní má světlé pískové zbarvení a na bocích a hřbetu tmavé skvrny, které na ocase a nohách mohou přecházet v pruhy. Špička ocasu je černá. Oproti kočce divoké působí štíhleji, protože má kratší srst a relativně delší nohy. Váží 2 až 6 kg. Živí se rozličnými hlodavci, zajíci, ptáky, plazy a různými bezobratlými.
Hlavními hrozbami pro tuto šelmu je křížení s potulnými kočkami domácími, lov kvůli kožešině a také kvůli tomu, že je považována za škůdce (místy zabíjí drůbež).